# Karl-Kellner-Ring
Der Karl-Kellner-Ring ist eine 1,1 km lange Verkehrsachse in der hessischen Stadt Wetzlar. Sie beginnt in der Wetzlarer Altstadt und endet in der Wetzlarer Neustadt. Sie ist die wichtigste innerstädtische Straßenverbindung und eine der verkehrsreichsten Straßen Wetzlars. Benannt ist sie nach dem Wetzlarer Optiker und Instrumentenbauer Carl Kellner.

## Verlauf und Straßenbeschreibung
Die Straße beginnt am Leitzplatz an der Altstadt und läuft von da an komplett vierspurig durch die Stadt. Nach dem Leitzplatz verläuft sie weiter in Richtung Norden, am Enwag-Stadion vorbei und führt kurz danach über die Lahn. Ab der Kreuzung am Commerzbank-Haus verläuft sie nur noch zweispurig als Einbahnstraße in Richtung Norden, der in südliche Richtung verlaufende Teil heißt in diesem Abschnitt Moritz-Hensoldt-Straße. Beide Fahrbahnen verlaufen hier getrennt voneinander und umfahren altes und neues Kreishaus (und weitere Gebäude) als große Verkehrsinsel. Die Zusammenführung findet erst ca. 400 Meter weiter am Buderusplatz statt. Ab dort trägt sie den Namen Gloelstraße.

## Verkehr
Der Karl-Kellner-Ring wird von fast allen Buslinien des Wetzlarer Bussystems befahren. Mit Leitzplatz, Haarplatz und Freibad liegen drei der wichtigsten Bushaltestellen der Stadt an der Straße. Außerdem verkehren täglich etwa 50.000 Fahrzeuge über den Karl-Kellner-Ring.
Koordinaten: 50° 33′ 28″ N, 8° 29′ 51″ O